# Sigbjørn Obstfelder
Sigbjørn Obstfelder (Stavanger, 21 de novembre de 1866 – Copenhaguen 29 de juliol de 1900) fou un escriptor noruec.
Es va donar a conèixer com a autor de poesia, amb el poemari Digte, de 1893, que és una de les primeres obres del modernisme en la literatura noruega. Malgrat que va escriure poques obres en la seva curta vida, és considerat una de les figures més importants de la literatura noruega del segle xix. Està molt influenciat per poeta francès Charles Baudelaire i s'ha dit que els seus textos descriuen el que Edvard Munch va pintar; cal fer notar que ambdós foren amics. Obstfelder fou la font d'inspiració per la novel·la Die Aufzeichnungen des Malte Laurids Brigge de Rainer Maria Rilke.
Obstfelder va viure gran part de la seva vida com un pobre i mai no va estar gaire temps en un mateix lloc. Patia una malaltia mental i va patir diverses crisis. Va morir de tuberculosi a Copenhaguen el 1900 i va ser enterrat en el lloc on va néixer la seva única filla.

## Obres
- Digte (Poemes), 1893
- To novelletter (Dues novel·letes), 1895
- Korset (La creu, novel·la), 1896
- De røde dråber (Les gotes vermelles, peça teatral), 1897
- En præsts dagbog (Diari d'un capellà, novel·la), incompleta i editada de manera pòstuma 1900
- Efterladte arbeider (Obres inacabades), 1903
- Samlede skrifter I-III (Obres inacabades), 1950 conté tot de material no editat
- The Rose